# Ketchikan Gateway Borough
Ketchikan Gateway Borough är en borough i den amerikanska delstaten Alaska. Dess säte är Ketchikan. Enligt 2010 års folkräkning hade boroughen en befolkning på 13 477 invånare. 

## Geografi
Enligt United States Census Bureau så har countyt en total area på 4 543 km². 3 193 km² av den arean är land och 1 349 km² är vatten. 

### Angränsande områden
Ketchikan Gateway Borough gränsar till Prince of Wales - Outer Ketchikan Census Area och British Columbia, Kanada.

### Städer och samhällen
- Kasaan
- Ketchikan
- Saxman